# Pentaliá
Pentaliá (grec moderne : Πενταλιά) est un village chypriote situé dans le district de Paphos et comptant plus de 63 habitants.